# Mistrzostwa Europy Strongman 1989
Mistrzostwa Europy Strongman 1989 – doroczne, indywidualne
zawody europejskich siłaczy.
Data: 1989 r.

Miejsce:  Islandia
WYNIKI ZAWODÓW:
| Miejsce | Zawodnik               | Kraj      | Punkty            |
| ------- | ---------------------- | --------- | ----------------- |
| 1.      | Jamie Reeves           | Anglia    | 64,5              |
| 2.      | Mark Higgins           | Anglia    | 60                |
| 3.      | Jón Páll Sigmarsson    | Islandia  | 56,5              |
| 4.      | Magnús Ver Magnússon   | Islandia  | 49,5              |
| 5.      | Tjalling van den Bosch | Holandia  | 44,5              |
| 5.      | Ab Wolders             | Holandia  | 44,5              |
| 7.      | Torfi Ólafsson         | Islandia  | 34                |
| 8.      | Henning Thorsen        | Dania     | 33,5              |
| 9.      | Hjalti Arnason         | Islandia  | 31 (kontuzjowany) |
| 10.     | Ilkka Nummisto         | Finlandia | 19,5              |